# Hala Stara Robota

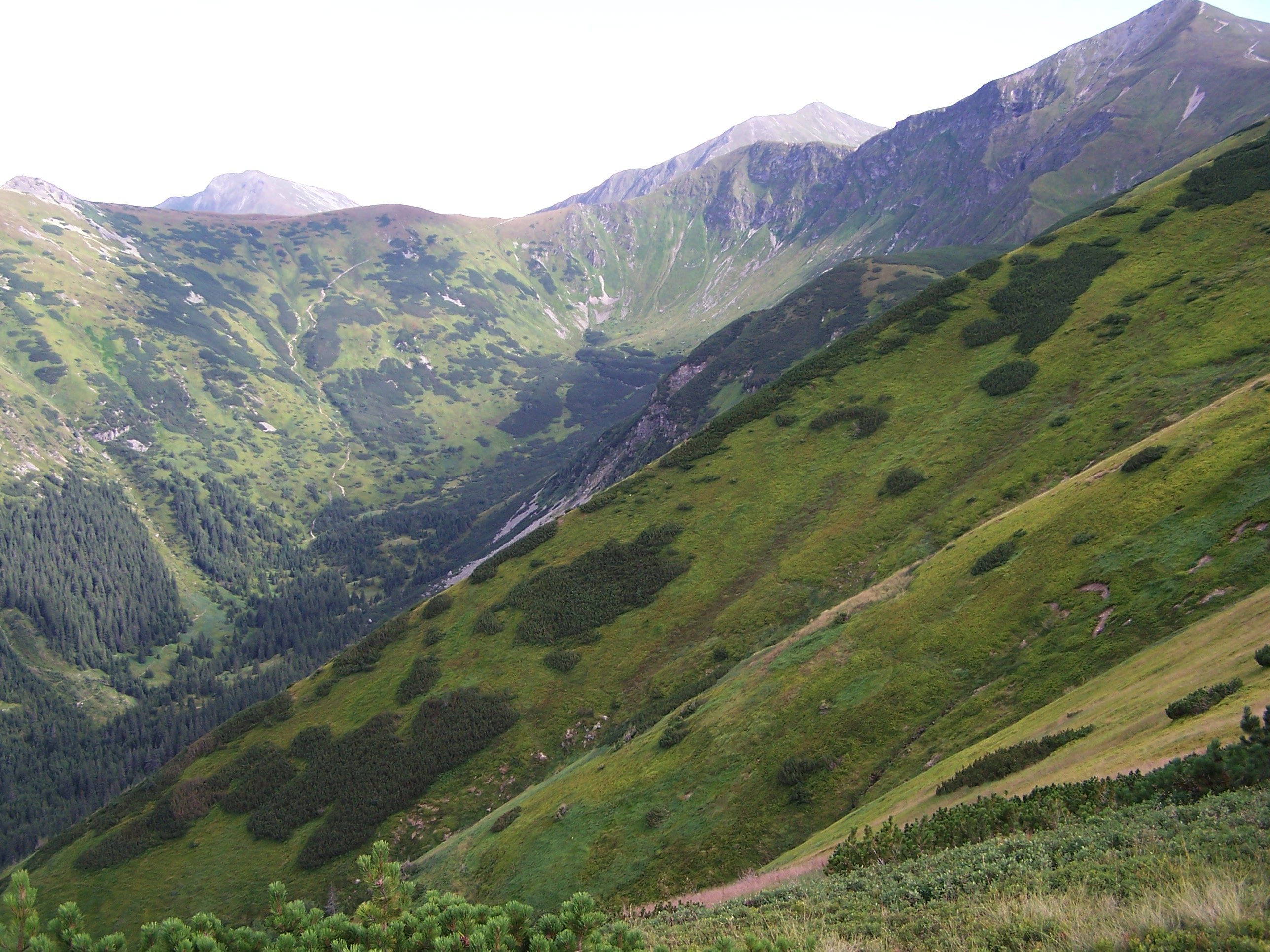
Hala Starorobociańska, widoczna ścieżka na Siwą Przełęcz. Tereny trawiaste powyżej górnej granicy lasu stopniowo zarastają kosodrzewiną

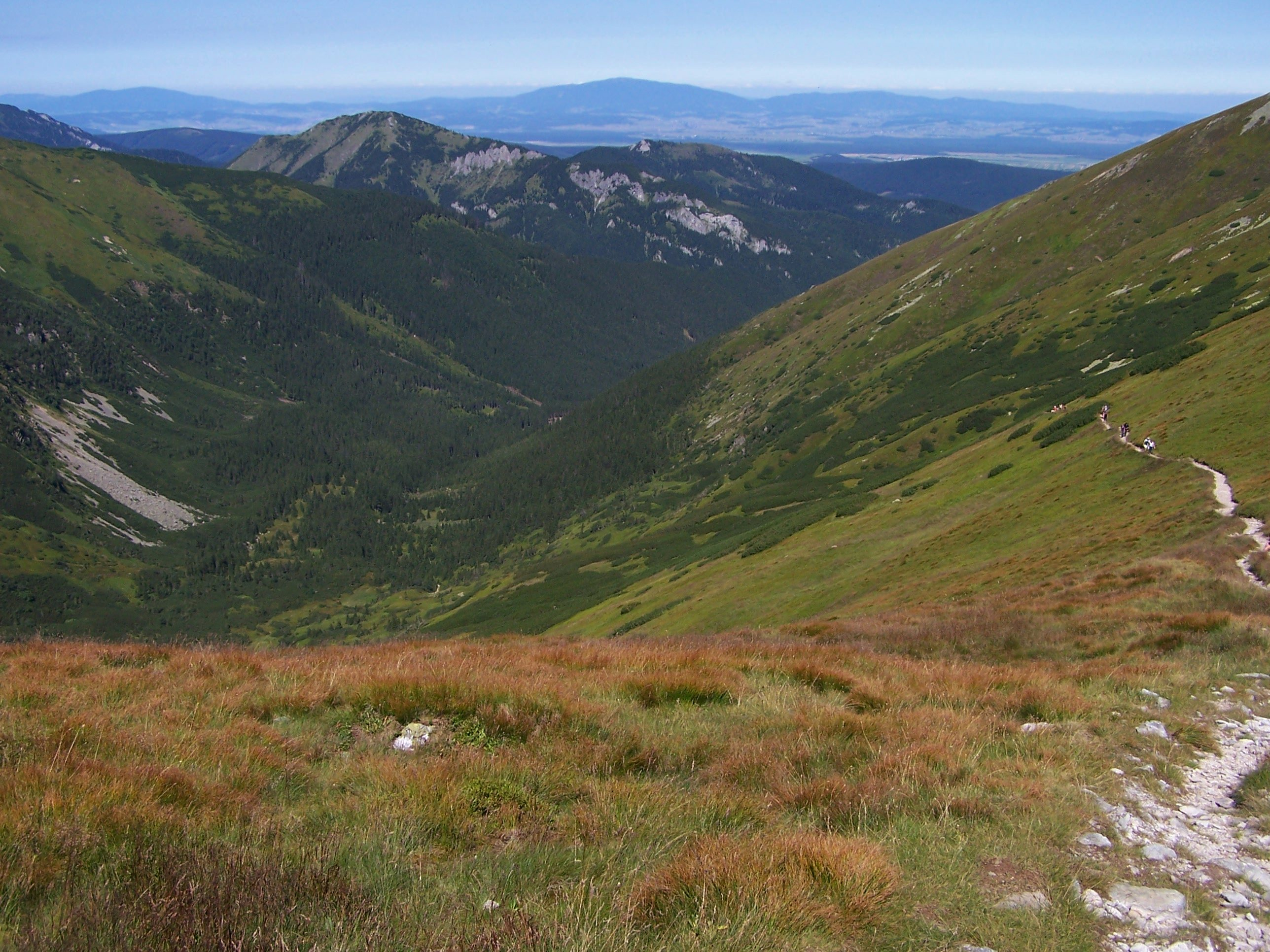
Dolina Starorobociańska – tereny dawnej hali

Hala Stara Robota, Hala Starorobociańska – dawna hala pasterska w Dolinie Starorobociańskiej w Tatrach Zachodnich. Od południa sięgała po podnóża i piarżyska potężnych i stromych w dolnej części ścian Starorobociańskiego Wierchu i Siwego Zwornika, od wschodu obejmowała stoki Trzydniowiańskiego Wierchu i Czubika, od zachodu Ornaku (bez Doliny Iwaniackiej). Nazwa hali pochodzi od istniejących tutaj niegdyś w Banistym Żlebie kopalni zwanych Starą Robotą. Obszar hali obejmował 462,8 ha, jednak właściwe halizny stanowiły tylko 34 ha, reszta to kosodrzewina (100 ha), lasy (23,72 ha), piargi, skały i inne nieużytki (305, ha). Wypasano również w Dudowej Kotlinie. Ze znajdujących się na niej Dudowych Stawków spływa przez Dudowe Turnie bardzo stromy potok z wodospadami. Do hali należały polany Dudówka i Starorobociańska Polana oraz Starorobociańska Rówień. Na Starorobociańskiej Polanie i Starorobociańskiej Równi stały niegdyś szałasy, działało też schronisko na Starorobociańskiej Równi.
Hala jest własnością Wspólnoty Leśnej Uprawnionych Ośmiu Wsi, wypasu na niej już nie prowadzi się. Po zaprzestaniu wypasu następuje tutaj sukcesja zespołów roślinnych; zmniejsza się ilość trawiastych terenów, które stopniowo zarastane są głównie przez borówki, których występują tutaj 3 gatunki (bagienna, brusznica i czarna), a następnie przez las i kosodrzewinę. W górnych rejonach żyją świstaki, kozice, obszar penetrowany jest przez niedźwiedzie.

## Szlaki turystyczne
– czarny z Doliny Chochołowskiej, zaczynający się przy leśniczówce i prowadzący całą Doliną Starorobociańską przez Starorobociańską Polanę i Starorobociańską Rówień aż do Siwej Przełęczy. Czas przejścia: 2:30 h, ↓ 2 h